# Малкога індійська
Малкога індійська (Taccocua leschenaultii) — вид птахів з родини зозулевих (Cuculidae). Поширений в Південній Азії.

## Поширення
Цей птах живе на Індійському субконтиненті від Пакистану до М'янми, включаючи Індію, Шрі-Ланку, Бутан і Непал.

## Підвиди
Включає три підвиди:
- T. l. sirkee (J. E. Gray, 1831) — Пакистан (Сінд, Пенджаб) і північний захід Індії;
- T. l. infuscata Blyth, 1845 — Індія в передгір'ях Гімалаїв через Непал до Західної Бенгалії, Махараштри та північного Андхра-Прадешу;
- T. l. leschenaultii Lesson, 1830 — південна Індія та Шрі-Ланка.

## Опис
Птах завдовжки близько 23 см, вага самця близько 174 г. Статі не відрізняються. Верх від піщаного до червонувато-коричневого кольору з чорними смугами на голові та грудях. Дзьоб світло-вишнево-червоний, гачкуватий кінчик жовтий і має темну маску з білою окантовкою. Довгий градуйований хвіст чорно-бурий з широкими білими кінцями зовнішніх контрольних пір'я.

## Спосіб життя
Раціон складається з великих комах, таких як коники, богомоли, гусениці, терміти, а також ящірки, фрукти та ягоди. Їжу в основному знаходить на землі. Сезон розмноження триває з червня по вересень в Індії та з червня по липень на Шрі-Ланці. Гніздо, розташоване близько до землі, являє собою неглибоку миску з гілок, вистелених зеленим листям. Зазвичай відкладають 2 яйця.